# 1883 Rimito
1883 Rimito este un asteroid din centura principală, descoperit pe 4 decembrie 1942 de Yrjö Väisälä.